# Avenue Paul-Vaillant-Couturier (Saint-Denis)
Pour les articles homonymes, voir Avenue Paul-Vaillant-Couturier.
L'avenue Paul-Vaillant-Couturier est une voie de communication de Saint-Denis.

## Situation et accès
Cette avenue suit le tracé de la route nationale 186 et de la route nationale 1, en partie confondues.
Elle commence au virage de la rue Danielle-Casanova lorsque celle-ci s'apprête à franchir l'autoroute A1 par un tunnel. À cet endroit, se trouve l'hôpital Casanova.
Sur la plus grande partie de son parcours, elle délimite le Parc de la Légion d'honneur, côté nord-est. De l'autre côté, elle rencontre notamment la rue Voisine, la rue Jeanne-d'Arc et la rue des Victimes-du-Franquisme, dédoublée.
Elle se termine à la place de Strasbourg où se rencontrent la rue de Strasbourg, la rue du Général-Joinville, l'avenue de Saint-Rémy et l'avenue Lénine.
Elle est accessible par la station de métro Saint-Denis - Porte de Paris sur la ligne 13 du métro de Paris.

## Origine du nom

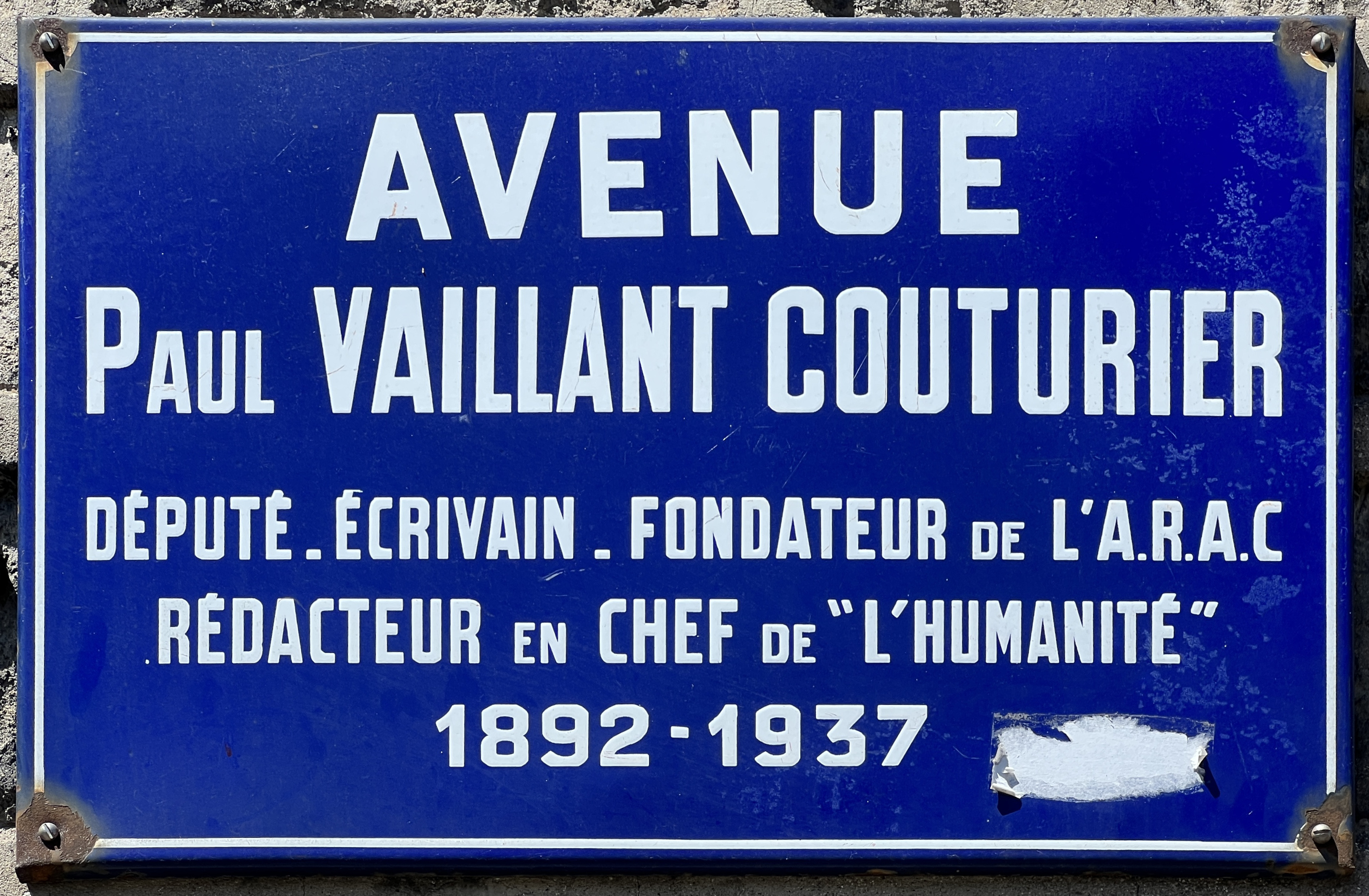
Plaque Avenue Paul-Vaillant-Couturier, juillet 2022.

Elle porte le nom de l'homme politique français Paul Vaillant-Couturier (1892-1937).

## Historique
Cette voie de communication s'appelait autrefois « rue du Fort de l'Est ». Ce nom a par la suite été réservé à une rue plus proche du fort de l'Est.
Elle prend sa dénomination actuelle depuis le 20 février 1946.

## Bâtiments remarquables et lieux de mémoire
- Maison d'éducation de la Légion d'honneur
- Hôpital Casanova, un des deux sites du Centre hospitalier de Saint-Denis.